# Virtual Vehicle Research
Die Virtual Vehicle Research GmbH (kurz: VIRTUAL VEHICLE) ist ein international tätiges Forschungszentrum mit Sitz in Graz, Österreich. Rund 300 Mitarbeiterinnen und Mitarbeiter arbeiten an der Virtualisierung der Entwicklung softwaredefinierter Systeme – mit Fokus auf der Verknüpfung von Simulation und Hardwaretests für ein ganzheitliches Hardware-Software-Systemdesign.
Ausgehend von über 1000 Forschungsprojekten im Mobilitätsbereich werden die entwickelten Technologien zunehmend auf weitere Anwendungsfelder wie Energie, Health Tech, Maritime oder Defense übertragen. Ziel ist es, Produkte intelligenter, sicherer und nachhaltiger zu gestalten – unter Einsatz von Simulation, Künstlicher Intelligenz, digitalen Zwillingen und modellbasierter Entwicklung.
Virtual Vehicle ist das größte COMET-finanzierte Forschungszentrum Österreichs. Das aktuelle Forschungsprogramm steht unter dem Titel „K2 Digital Mobility“.
Daneben werden Forschungsprojekte u. a. über EU-Förderungen oder als Dienstleistung im Rahmen von Auftragsforschung realisiert.

## Geschichte
Virtual Vehicle wurde im Jahr 2002 mit den Anteilseignern Technische Universität Graz, AVL List, Magna Steyr, Siemens und Joanneum Research als Kplus-Kompetenzzentrum gegründet. Seit 2008 fällt Virtual Vehicle in die Programmlinie „COMET K2 Zentrum“.
Das aktuelle Programm des Zentrums („K2 Digital Mobility“) ist auf zwei Perioden mit einer Laufzeit von insgesamt 8 Jahren und einem Forschungsvolumen von rund 100 Millionen Euro angelegt.
Das Konzept der COMET-Zentren ist international als Best-Practice-Modell anerkannt und gehört zu den erfolgreichsten technologiepolitischen Initiativen in Österreich. Dies geht (unter anderem) aus einer Wirkungsstudie der Bayern Innovativ Gesellschaft für Technologie- und Wissenstransfer mbH hervor.
Im September 2017 gründete Virtual Vehicle – gemeinsam mit AVL List, Magna Steyr, Joanneum Research und der TU Graz – die ALP.Lab GmbH; ein Testzentrum für automatisiertes Fahren, das Tests auf öffentlichen Straßen und Teststrecken durchführt, die notwendige Technik zur Datenaufzeichnung zur Verfügung stellt und vollständige Simulationsumgebungen bietet. Für das Projekt „Autobahn als Sensor“ erhielt die ALP.Lab GmbH im November 2019 den „Staatspreis Mobilität“.
Im Oktober 2019 stiegen Infineon und voestalpine als weitere Anteilseigner in das Unternehmen Virtual Vehicle ein.
Im Februar 2025 übernahm Joanneum Research weitere Anteile des Virtual Vehicle und wurde mit 50,1 Prozent der Gesellschaftsanteile Mehrheitseigentümer.

## Forschungsprojekte in internationalen Programmen
Neben den Forschungsaktivitäten innerhalb des COMET-Förderprogramms engagiert sich Virtual Vehicle in verschiedenen europäischen Forschungsprogrammen (Horizon Europe, Chips Joint Undertaking oder Marie Skłodowska-Curie Actions) sowie nationalen Forschungsinitiativen.
Im Jahr 2024 war Virtual Vehicle in 48 EU-Forschungsprojekten als Koordinator oder Projektpartner aktiv. Aus dem „Cockpit-Bericht 2019“ geht hervor, dass Virtual Vehicle das drittgrößte Projektvolumen aus Horizon 2020 aller außeruniversitären Forschungseinrichtungen Österreichs eingeholt hat.
Mitarbeiter des Virtual Vehicle sind in europäischen Forschungsgremien tätig, zum Beispiel im Präsidium der ARTEMIS Industrial Association, im Research Fund for Coal and Steel (RFCS) oder im Governing Board von Shift2Rail.
Projekt ACOSAR
Während der „ITEA Project Outline Preparation Days“ im niederländischen Amsterdam wurde im Herbst 2019 das Virtual-Vehicle-Projekt „ACOSAR“ für seine herausragenden Projektergebnisse mit einem „ITEA Award of Excellence 2019“ ausgezeichnet. Die Hauptkriterien für die Auszeichnung sind Innovationsgrad, geschäftliche Auswirkungen und Standardisierung.
Im Projekt ACOSAR wurde ein herstellerunabhängiges „Distributed Co-Simulation Protocol“ (DCP) zur Integration von Simulations- und Testumgebungen als auch eine entsprechende Integrationsmethode entwickelt. Im Juli 2018 wurde das DCP in die Modelica Association aufgenommen und ist seither als internationaler Standard etabliert. Internationale Technologieführer wie AVL List, Volkswagen und Boeing wenden diese Spezifikation bereits an.
Zusätzlich zu dieser Auszeichnung wurde dem Projekt vom Vorsitz des Eureka-Netzwerks der „EUREKA Innovation Award 2019“ verliehen.
Digitaler Produktpass (PACE‑DPP)
Im Rahmen des bilateralen Forschungsprojekts PACE‑DPP (Promoting and Accelerating a Digital Product Passport-based Data-Service Ecosystem) arbeitet Virtual Vehicle seit 2025 mit Partnern aus Österreich und Deutschland an der Entwicklung eines Datenökosystems zur Umsetzung des Digitalen Produktpasses (DPP). 
Ziel ist die Förderung von Transparenz entlang der Lieferkette und die Unterstützung kreislauforientierter Geschäftsmodelle. PACE‑DPP ist mit dem EU-weiten Projekt CIRPASS‑2 verknüpft, das von 49 Partnerorganisationen getragen wird und die europaweite Einführung des DPP vorbereitet.

## Eigentümer
Die Eigentümerstruktur von VIRTUAL VEHICLE setzt sich zusammen aus:
- Joanneum Research (50,1 %)
- Technische Universität Graz (18,3 %)
- AVL List (8,69 %)
- Magna Steyr (8,69 %)
- Siemens (5,49 %)
- voestalpine (4,36 %)
- Infineon (4,36 %)

## Forschungspartner
Das internationale Partnernetzwerk von Virtual Vehicle umfasst Industriepartner wie :
- Volkswagen AG (VW, Audi, Porsche)
- Daimler AG
- Nvidia Corporation
- MAN Truck & Bus AG
- Renault SA
- Continental AG
- Liebherr
- Robert Bosch GmbH

Über 40 wissenschaftliche Partner arbeiten mit dem Forschungszentrum zusammen, z. B.:
- Technische Universität Wien
- Linz Center of Mechatronics
- Universität Salzburg
- Technische Universität Berlin
- Technische Universität Darmstadt
- University of Oslo
- Max-Planck-Institut für biologische Kybernetik
- Swedish National Road and Transport Research Institute
- Fraunhofer